# Olibrinus antennatus
Olibrinus antennatus is een pissebed uit de familie Olibrinidae. De wetenschappelijke naam van de soort is voor het eerst geldig gepubliceerd in 1902 door Gustav Budde-Lund.